# Károly Knezić

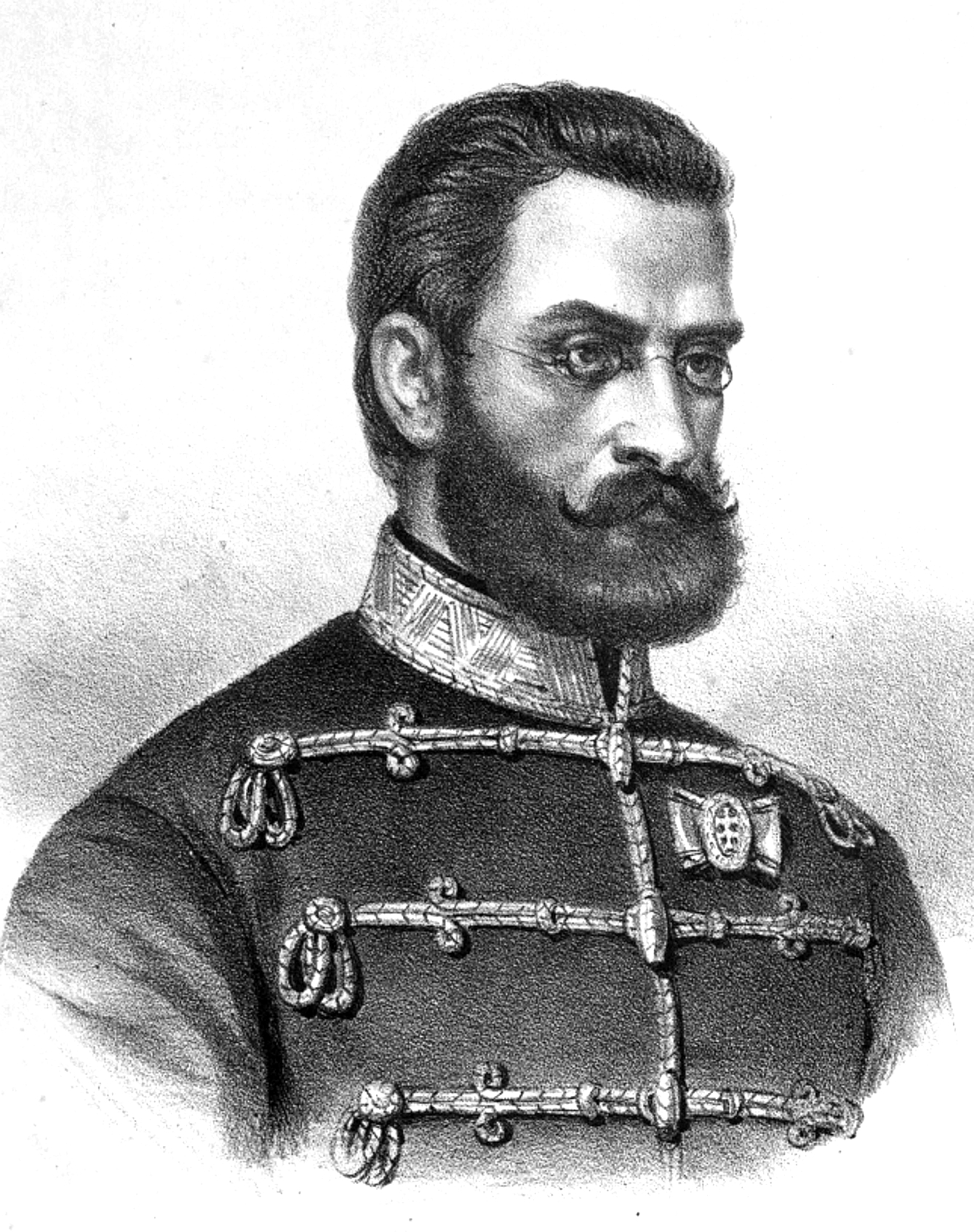
Károly Knezić

Károly Knezić (ungarisch: Knézich Károly; 6. September 1808 in Veliki Grđevac im heutigen Kroatien, Kaisertum Österreich – 6. Oktober 1849 in Arad) war ein hochrangiger General der ungarischen Armee. Er hatte väterlicherseits kroatische Wurzeln, seine Mutter war Ungarin. Er wurde für seine führende Teilnahme an der ungarischen Revolution von 1849 hingerichtet und gilt als einer der 13 Märtyrer von Arad.

## Familie
Sein Vater war kroatischer Abstammung und österreichischer Grenzschutzbeamter. Seine Mutter, Borbála Benkő, war ungarisch-serbischer Abstammung, verwandt mit Mihajlo Latas, einem serbischen Militäroffizier im Kaisertum Österreich, der später entkam und als türkischer General Omar Pasha bekannt wurde.

## Leben
Er absolvierte eine Militärakademie und hatte eine ruhige frühe Karriere. Um 1842 verlobte er sich mit Katalin Kapitány († 1853), der Tochter des Egerer Senators Mihály Kapitány. Sie heirateten im Juni 1844 in der Kathedrale von Eger, Knezić war zu der Zeit kommandierender Hauptmann. Das Paar hatte zwei Töchter:
- Irén (Eger, Juli 1847 – Eger, August 1882), verheiratet mit Sándor Gröber
- Olga (Eger, Juli 1845 – Miskolc, Mai 1898), verheiratet mit József Gröber

### Militärische Laufbahn
Nach der Märzrevolution 1848 leistete er freiwillig seinen Dienst in der ungarischen Armee. Er befehligte zunächst ein Bataillon Bergarbeiter im Feldzug gegen die slowakische Nationalbewegung. Als Nächstes nahm er am Feldzug gegen die Serben teil und führte im Februar 1849 einen Feldzug in der Region Törökszentmiklós.
Er nahm an der Schlacht bei Isaszeg (6. April 1849) und auch der Schlacht bei Nagy-Salló (19. April) teil. Im Gefecht bei Tápió Bicske besetzte und hielt er eine Brücke von strategischer Bedeutung und zeichnete sich erneut in den Schützengräben in der Ersten Schlacht bei Komorn (26. April) aus.
Aufgrund seines militärischen Erfolgs und seiner Auszeichnung stieg er schnell auf und wurde zum Generalmajor befördert, nachdem János Damjanich einen Beinbruch erlitt und das Kommando als dritter Korpskommandeur abgeben musste, und nahm nach dieser Ernennung an einer wichtigen Belagerung teil.
Nach der Schlacht von Pered, als Artúr Görgei des Kommandos enthoben und Lajos Kossuth zum Korpskommandanten der Oberen Theiß-Armee ernannt wurde, diente Knezić anschließend im Verteidigungsministerium. Kossuth gab Knezić einen Posten als Gouverneur von Siebenbürgen, aber die Verschlechterung der militärischen Situation führte zu einem ziemlich schnellen Zusammenbruch der Führung.

## Hinrichtung
Nachdem die Armee ihre Waffen niedergelegt und sich den Russen ergeben hatte, wurde er zusammen mit den anderen Gefangenen dem österreichischen Militär übergeben und kam in das Gefängnis in Arad. Seine Frau kümmerte sich zunächst sehr um ihn, aber als die Ernte näher rückte, befahl Knezić ihr, nach Hause zurückzukehren. Sie verabschiedete sich von ihrem Mann und ließ ihn dort zurück.
Die Österreicher hielten ein Kriegsgericht für alle Anführer der ungarischen Armee ab. Knezić wurde zum Tode durch Erhängen verurteilt und war der achte in der Reihe, der hingerichtet wurde (vierter unter denen, die durch Erhängen hingerichtet wurden).
Seine Gebeine wurden 1932 während der Flut von Arad freigelegt. Sein Körper ruht derzeit in der Krypta des Friedhofs von Arad.